# Guldpucken
Guldpucken är ett ishockeypris som delas ut av Expressen och Svenska Ishockeyförbundet till säsongens främste svenska spelare. Guldpucken har delats ut sedan 1956. 
Erik Karlsson har som ende spelare fått priset tre gånger. 
Spelare som fått Guldpucken två gånger är: Anders ”Acka” Andersson, Peter Forsberg, Victor Hedman och Leif ”Honken” Holmqvist
Inför säsongen 2014/2015 justerades reglerna för priset så att även spelare i utländska ligor skulle kunna vinna. Allt för att försäkra sig om att det faktiskt också skulle bli landets bästa spelare som skulle få priset, oavsett liga. Victor Hedman blev den förste NHL-spelaren att tilldelas priset.
Guldpucken är skapad av den svenske konstnären Rune Hannäs.

## Guldpuckenvinnare

### Division I
- 1956 – Åke Lassas, Leksands IF
- 1957 – Hans ”Stöveln” Öberg, Gävle GIK
- 1958 – Hans Svedberg, Skellefteå AIK
- 1959 – Roland Stoltz, Djurgårdens IF
- 1960 – Ronald ”Sura-Pelle” Pettersson, Södertälje SK
- 1961 – Anders ”Acka” Andersson, Skellefteå AIK
- 1962 – Anders ”Acka” Andersson, Skellefteå AIK
- 1963 – Ulf Sterner, Västra Frölunda IF
- 1964 – Nils ”Nicke” Johansson, MoDo AIK
- 1965 – Gert Blomé, Västra Frölunda IF
- 1966 – Nils Nilsson, Leksands IF
- 1967 – Bert-Ola Nordlander, AIK
- 1968 – Leif ”Honken” Holmqvist, AIK
- 1969 – Lars-Erik Sjöberg, Leksands IF
- 1970 – Leif ”Honken” Holmqvist, AIK
- 1971 – Håkan Wickberg, Brynäs IF
- 1972 – William Löfqvist, Brynäs IF
- 1973 – Thommy Abrahamsson, Leksands IF
- 1974 – Christer Abris, Leksands IF
- 1975 – Stig Östling, Brynäs IF

### Elitserien /Svenska Hockeyligan
- 1976 – Mats Waltin, Södertälje SK
- 1977 – Kent-Erik Andersson, Färjestad BK
- 1978 – Rolf Edberg, AIK
- 1979 – Anders Kallur, Djurgårdens IF
- 1980 – Mats Näslund, Brynäs IF
- 1981 – Peter Lindmark, Timrå IK
- 1982 – Patrik Sundström, IF Björklöven
- 1983 – Håkan Loob, Färjestad BK
- 1984 – Per-Erik Eklund, AIK
- 1985 – Anders Eldebrink, Södertälje SK
- 1986 – Tommy Samuelsson, Färjestad BK
- 1987 – Håkan Södergren, Djurgårdens IF
- 1988 – Bo Berglund, AIK
- 1989 – Kent Nilsson, Djurgårdens IF
- 1990 – Rolf Ridderwall, Djurgårdens IF
- 1991 – Thomas Rundqvist, Färjestad BK
- 1992 – Tommy Sjödin, Brynäs IF
- 1993 – Peter Forsberg, Modo Hockey
- 1994 – Peter Forsberg, Modo Hockey
- 1995 – Tomas Jonsson, Leksands IF
- 1996 – Jonas Bergqvist, Leksands IF
- 1997 – Jörgen Jönsson, Färjestad BK
- 1998 – Ulf Dahlén, HV71
- 1999 – Daniel Sedin & Henrik Sedin, Modo Hockey
- 2000 – Mikael Johansson, Djurgårdens IF Hockey
- 2001 – Mikael Renberg, Luleå HF
- 2002 – Henrik Zetterberg, Timrå IK
- 2003 – Niklas Andersson, Västra Frölunda HC
- 2004 – Johan Davidsson, HV71
- 2005 – Henrik Lundqvist, Frölunda HC
- 2006 – Kenny Jönsson, Rögle BK
- 2007 – Per Svartvadet, Modo Hockey
- 2008 – Stefan Liv, HV71
- 2009 – Jonas Gustavsson, Färjestad BK
- 2010 – Magnus Johansson, Linköpings HC
- 2011 – Viktor Fasth, AIK
- 2012 – Jakob Silfverberg, Brynäs IF[4]
- 2013 – Jimmie Ericsson, Skellefteå AIK [5]
- 2014 – Joakim Lindström, Skellefteå AIK

### SHL och utländska serier
- 2015 – Victor Hedman, Tampa Bay Lightning.[6]
- 2016 – Erik Karlsson, Ottawa Senators[7]
- 2017 – Erik Karlsson, Ottawa Senators[8]
- 2018 – William Karlsson, Vegas Golden Knights[9]
- 2019 – Robin Lehner, New York Islanders[10]
- 2020 – Ej utdelat[a]
- 2021 – Victor Hedman, Tampa Bay Lightning[11]
- 2022 – Gabriel Landeskog, Colorado Avalanche[12]
- 2023 – Erik Karlsson, San Jose Sharks[1]
- 2024 – Gustav Forsling, Florida Panthers[13]
- 2025 – William Nylander, Toronto Maple Leafs[14]